# Lempira (Kazike)

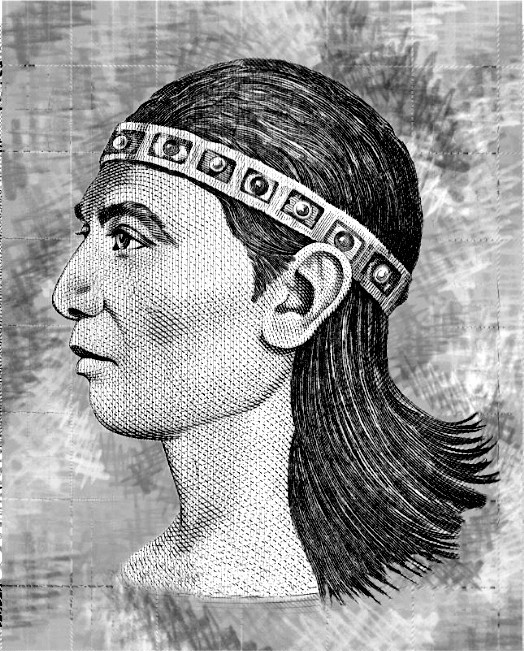
Zeichnung von Lempira, von der honduranischen 1 Lempira Banknote abgezeichnet

Lempira (* ? vermutlich Gebiet des heutigen Honduras, † ca. 1537 ebenda) war ein Kazike der Lenca, der 1537/38 gegen die spanischen Konquistadoren ein Heer aus mehreren indigenen Volksstämmen zusammenstellte, jedoch unter nicht geklärten Umständen entweder bei Kampfhandlungen fiel oder in einem Hinterhalt ermordet wurde. Er gilt heute als ein Nationalheld Honduras’; sein Feiertag ist der 20. Juli (Día del Cacique Lempira).

## Leben und Wirken
Aus den spärlichen spanischen Quellen ist nichts über sein Alter, Aussehen oder Herkunft bekannt. Bei seinem Namen soll es sich um die hispanisierte Form von Lepaera aus der Lenca-Sprache handeln. Nach einer spanischen Quelle bedeutet er Herr des Berges oder Herr des Hügels.
Als gesichert scheint, das Lempira 1537 Kazike der Lenca war und im Raum von Cerquín den militärischen Widerstand gegen die Kolonisierung durch die aus Guatemala eindringenden Spanier unter Führung von Francisco de Montejo und Alonso de Cáceres organisierte. Nach den spanischen Quellen hatte Lempira ein Heer von 30.000 Kriegern aus 200 Lenca-Dörfern aufgestellt.
Auf Befehl des Gouverneurs der soeben eingerichteten Provinz Honduras, de Montejo, wurde Lempiras Herrschaftssitz Cerqín in der Nähe von Gracias a Dios angegriffen. Lempira habe sich dann mit seinen Kriegern auf einen befestigten Hügel zurückgezogen und mehrere Monate lang Widerstand geleistet. Er sei schließlich unter dem Vorwand von Friedensverhandlungen aus seiner Festung herausgelockt und von einem spanischen Soldaten mit einer Arkebuse erschossen worden.
Aufgrund von Forschungen des honduranischen Historikers Mario Felipe Martínez Castillo, der in den 1980er Jahren spanische Quellen im Indienarchiv einsah, schlug einer der spanischen Angreifer, Rodrigo Ruiz, Lempira den Kopf ab, woraufhin sich die Lenca und ihre Verbündeten nach vier Tagen ergeben hätten; anschließend sei die Stadt Gracias a Dios gegründet worden.
Bei den Lenca hat sich angeblich die Legende erhalten, dass Lempira spanische Kleidung getragen habe in dem Glauben, dass diese ihn unverwundbar mache. Er sei daher im Kampf gefallen und nicht in einem Hinterhalt.

## Überlieferung, Ehrungen
1931 wurde Lempira zu Ehren die honduranische Währung in Lempira, 1943 das Departamento Gracias in Departamento Lempira umbenannt. 1957 verfasste der honduranische Schriftsteller Ramón Amaya Amador über Lempira den Roman El señor de la sierra (Der Herr des Gebirges). Außerdem ist die Hafenstadt Puerto Lempira nach ihm benannt.